# Tomáš Prokop
Tomáš Prokop (30. ledna 1994 České Budějovice – 19. září 2021) byl český hokejista, který většinu své kariéry hrál za České Budějovice.

## Hráčská kariéra
- 2008–09 HC Mountfield
- 2009–10 HC Mountfield
- 2010–11 HC Mountfield
- 2011–12 HC Mountfield
- 2012–13 HC Mountfield, IHC Písek
- 2013–14 Mountfield HK,[2] ČEZ Motor České Budějovice
- 2014–15 BK Havlíčkův Brod[3], Salith Šumperk
- 2015–16 Salith Šumperk[4]
- 2016–17 MsHK Žilina[5]
- 2017–18 Hockey Club de Cergy-Pontoise[6]
- Sportovní kariéru ukončil v roce 2018.[7]